# David Annesley

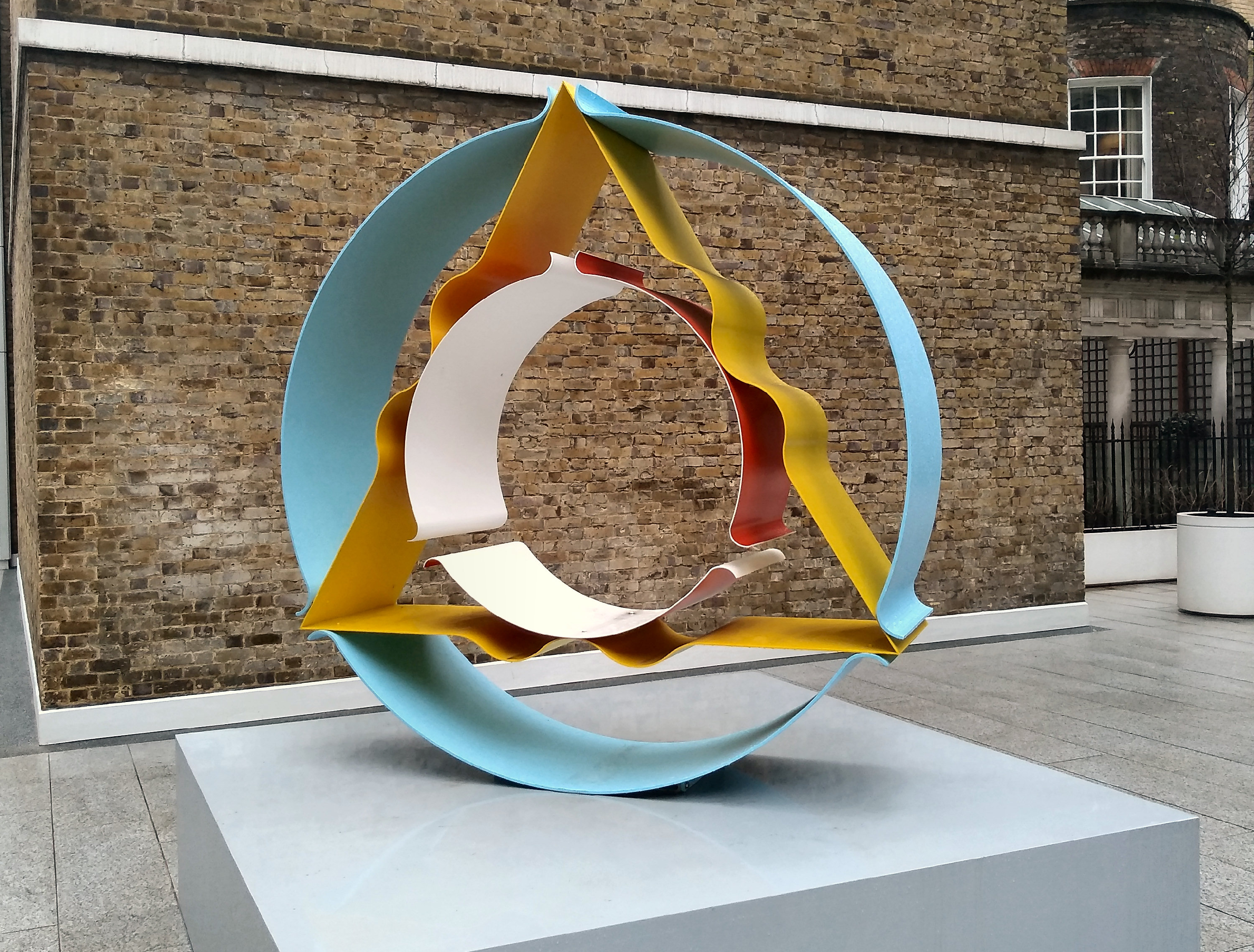
Untitled (1969) van David Annesley, Smithson Plaza, St James's Street, London

David Annesley (Londen, 1936) is een Engelse beeldhouwer.
Annesley heeft van 1956 tot 1958 eerst als piloot dienstgedaan bij de Royal Air Force. In 1958 startte hij aan St. Martins School of Art (nu bekend als Central Saint Martins College of Art and Design) in Londen een studie schilderkunst. Hij schakelde wegens zijn groeiende belangstelling voor de beeldhouwkunst om naar de studie beeldhouwen bij Anthony Caro. Zowel in 1961 als in 1962 werd hij geselecteerd voor de expositie Young Contemporaries. In 1962 sloot hij zijn studie af. Hij werd met beeldhouwers als Michael Bolus, William G. Tucker, Phillip King en Tim Scott bekend als de New Generation.
Gedurende de jaren zestig was hij achtereenvolgens docent aan de Croydon School of Art, de Central School of Art en St. Martins School of Art. Hij had een eerste solo-expositie in 1966 bij de gerenommeerde Waddington Galleries in Londen. De door hem gecreëerde constructies zijn gebaseerd op geometrische figuren in combinatie met felle kleuren, als om zijn affiniteit met de schilderkunst te benadrukken. Zijn doelstelling is de sculptures van staalplaat door de kleurgeving beweging, dynamiek en een zekere gewichtloosheid mee te geven.

## Musea
Zijn werk bevindt zich in de collectie van musea en instellingen, zoals:
- Tate Modern in Londen
- The Arts Council Collection
- Museum of Modern Art, New York